# Gestão do desempenho empresarial
Gestão do desempenho empresarial ou gestão da performance (em inglês, business performance management ou corporate performance management) inclui atividades que garantam que os objetivos estejam constantemente sendo atendidos de forma eficaz e eficiente. A gestão de desempenho pode incidir sobre o desempenho de uma organização, de um departamento, de um funcionário ou até mesmo de processos para construir um produto ou serviço, bem como em muitas outras áreas.
Como consequência de uma plataforma de BPM totalmente consolidada com o ERP, é possível também tomar decisões de longo prazo baseadas em simulações de cenários, aplicação de premissas e identificação das variáveis do negócio, como câmbio, valor de commodities etc. Sobre essas variáveis é possível aplicar variações a fim de se entender a reação do negócio a essas instabilidades do contexto sócio-econômico, objetivando garantir a eficácia da estratégia.
Uma solução de BPM também deve compreender as variáveis financeiras do negócio, como contratos de aplicação e captação, fluxo de caixa, marcação a mercado de ativos etc, a fim de, ao realizar uma simulação, os valores possam ser impactados também pelo cenário financeiro.
Outra forma de encarar o business performance management será explicar o que ele não é. BPM não é um simples business intelligence nem tão pouco uma ferramenta de análise de dados a ser implementada num único departamento. BPM também não é uma tecnologia ou um complicado software, nem uma ferramenta de orçamento e planejamento.
BPM pode então ser definido como a integração de vários componentes num só como sendo orçamento, planeamento, business intelligence, integração de dados, previsões e simulações. Não é possível tê-lo sem estes componentes, mas eles por si só não o definem. BPM é muito mais do que qualquer um destes componentes individualmente, é um verdadeiro exemplo de sinergias de software

## Conceito
O termo corporate performance management (CPM), ou Gestão de Performance Corporativa é um termo introduzido pelo Gartner Group em 2001. A Gartner, desde meados dos anos 90, tem acompanhado o desenvolvimento das soluções de Business Intelligence e mais tarde do CPM, através de especialistas como Howard Dresdner, sua atividade principal é avaliar soluções e aplicações de sistemas aplicados a administração fabricantes e consumidores de soluções corporativas. 
Outros termos similares que podem ser relacionados ao termo CPM são o EPM (enterprise performance management) e o BPM (business performance management).
Dentre outros aspectos, o CPM engloba conceitos, processos, metodologias, sistemas e indicadores que são utilizados para planejar, medir, comparar, analisar, prever e reportar informações das organizações, permitindo que a performance destas seja gerenciada de maneira mais racional e integrada, segundo seus idealizadores.
Estes podem ser estudados e implementados a partir de uma modulação composta por soluções como: business intelligence, business planning e business scorecard ou balanced scorecard.
Alguns autores e pesquisas da própria Gartner Group indicam que, os fundamentos do CPM já são bastante conhecidos em diversas camadas das grandes corporações e estão despertando cada vez mais interesse em outras empresas de porte menor e também nas áreas acadêmica e de pesquisa, que visam preparar os novos profissionais para as atuais e futuras necessidades do mercado.
Gestão de desempenho empresarial nada mais é do que administrar um negócio com a importância de observar setores dentro da empresa. Sendo que na gestão de desempenho a tecnologia pode auxiliar concentrando todos os aspectos num único software de gestão empresarial.
Um dos princípios do CPM está baseado em uma estrutura de questões relativamente simples que demonstram se as organizações possuem um sistema adequado para responder de maneira completa, rápida, segura e pertinente, são estas questões feitas pelos gestores a respeito da própria:
- Como estamos? (scorecard)
- Como deveríamos estar? (planning)
- Porque estamos assim? (business intelligence)